# 15342 Assisi
15342 Assisi eller 1994 GD10 är en asteroid i huvudbältet som upptäcktes den 3 april 1994 av den tyska astronomen Freimut Börngen vid Tautenburg-observatoriet. Den är uppkallad efter munken Franciskus av Assisi.
Asteroiden har en diameter på ungefär 9 kilometer och den tillhör asteroidgruppen Themis.